# Johann Christoph von Ponickau

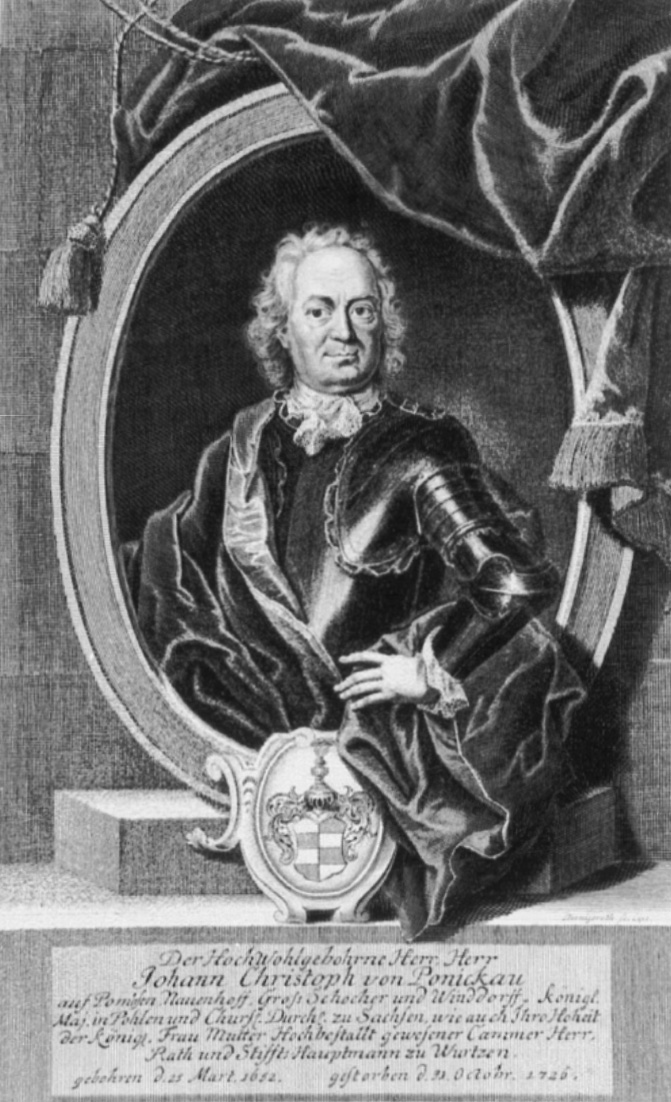
Johann Christoph von Ponickau

Johann Christoph von Ponickau (* 21. März 1652; † 31. Oktober 1726 in Pomßen) war königlich-polnischer und kurfürstlich-sächsischer Rat, Kammerherr und Stiftshauptmann des Kollegiatstiftes Wurzen. Er besaß zahlreiche Güter, u. a. das Schloss und Rittergut Pomßen bei Leipzig.
Ponickau war mit Eleonora Elisabeth von Bernstein verheiratet. Eine Tochter, Johanne Eleonore Caroline, heiratete am 14. Dezember 1727 in Altenburg den abgesetzten Oberhofmarschall Friedrich Carl von Pöllnitz.
Ponickau starb am 31. Oktober 1726 im Alter von 74 Jahren in Pomßen. Am 6. Februar 1727 fand in der Wehrkirche Pomßen eine Trauerfeier für ihn statt. Dafür hatte Johann Sebastian Bach die Kantate „Ich lasse dich nicht, du segnest mich denn“ (BWV 157) geschrieben, zu der der Verstorbene noch zu Lebzeiten den Text ausgesucht hatte.